# Wysoka (powiat głubczycki)

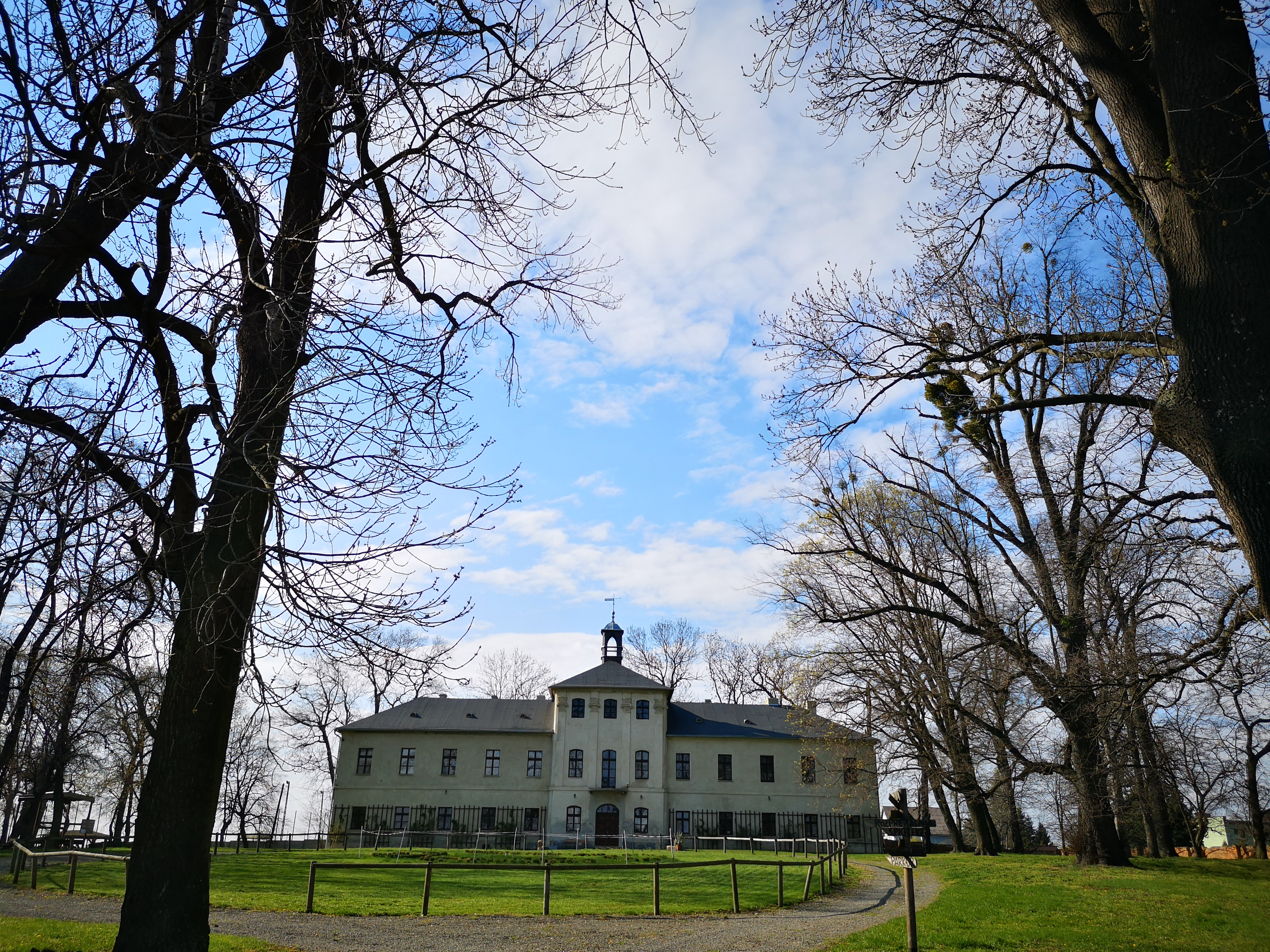
Pałac w 2019 roku

Wysoka (cz. Vysoká, niem. Weissak) – wieś w Polsce położona w województwie opolskim, w powiecie głubczyckim, w gminie Branice, przy granicy z Czechami.
Leży na terenie Nadleśnictwa Prudnik (obręb Prudnik).

## Historia
Historycznie miejscowość leży na tzw. polskich Morawach, czyli na obszarze dawnej diecezji ołomunieckiej. Wieś Wysoka jest bardzo starą wsią z bogatą historią. W materiałach pisanych po raz pierwszy nazywano ją w roku 1267 – Wiztogh; w roku 1377 – Wissock; a w roku 1451 – Wisoka. W 1480 wzmiankowano pierwszego właściciela Jana Havranowskiego. Po wojnach śląskich znalazła się w granicach Prus i powiatu głubczyckiego. Jeszcze do 1780 pozostała częścią parafii Neplachovice, które pozostały w Monarchii Habsburgów, a następnie do parafii w Branicach. Własny kościół wybudowano w 1896 i w 1922 powstała samodzielna parafia Najświętszego Serca Pana Jezusa. Pierwotnie miejscowość była zamieszkała przez tzw. Morawców, z czasem coraz większa część mieszkańców była niemieckojęzyczna. W 1910 już tylko 9% mieszkańców posługiwało się czeskimi gwarami laskimi. W granicach Polski od końca II wojny światowej.
W latach 1975–1998 miejscowość należała administracyjnie do województwa opolskiego.

## Zabytki
Do wojewódzkiego rejestru zabytków wpisano:
- zespół pałacowy, z XVIII-XIX w. Od roku 2010 odbywają się tu wydarzenia kulturalne.
  - Pałac w Wysokiej (wypis z księgi rejestru)
  - park – wstępnie odrestaurowany; z paradnym podjazdem, i XIX wieczną aleją lipową.
  - spichlerz, XIX wiek – częściowo odrestaurowany.

## Przypisy

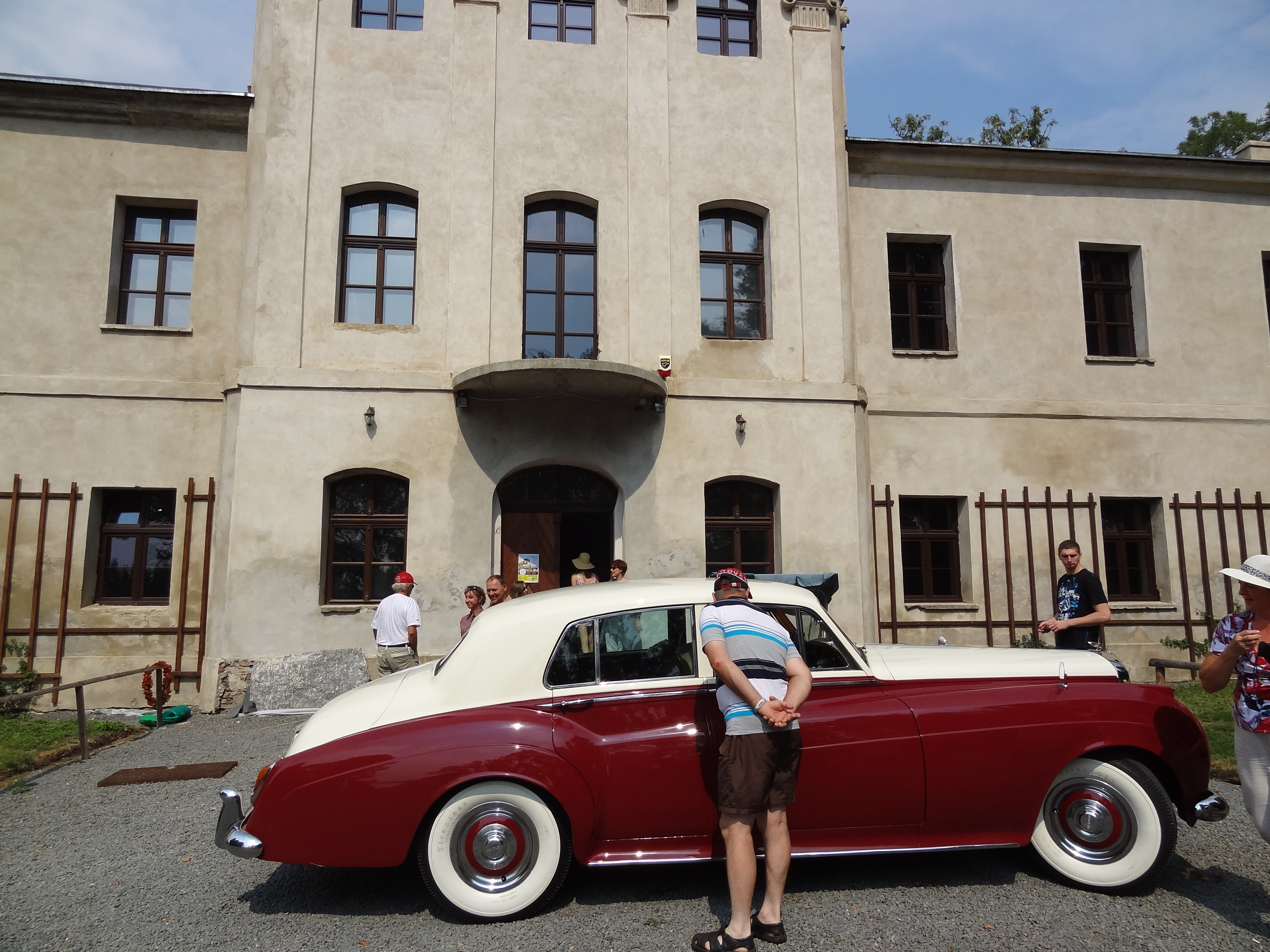
Rajd starych samochodów